# Sveučilište u Milanu
Sveučilište u Milanu (talijanski Università degli Studi di Milano) javno je sveučilište koje je osnovano 1924. godine. Nalazi se u Milanu. Sa 65.000 studenata pripada u red većih Europskih Sveučilišta. Sveučilište nudi preddiplomske, diplomske i poslijediplomske studije. Na preddiplomskoj razini studenti mogu izabrati između 134 ponuđena programa.